# Canário (futbolista)
Darcy Silveira dos Santos (n. Río de Janeiro, Brasil, 24 de mayo de 1934), deportivamente conocido como Canário, es un exfutbolista brasileño. Jugaba como extremo derecho.

## Trayectoria
En abril de 1955, procedente del Olaria AC, fichó por el America FC, en el que despegó su carrera como internacional.
En 1959 llegó a España, junto con Waldir Pereira “Didí”, fichado por el Real Madrid, que contrató a los dos internacionales brasileños. Aunque la calidad de Didí era quizás superior a la de su compatriota, fue Canario el que se asentó y triunfó en el fútbol español.
En el Real Madrid formó parte de la delantera que ganó la considerada mejor final de la Copa de Europa (1960) de la historia ante el Eintracht de Fráncfort (7-3) con este mortífero ataque: Canario, Del Sol, Di Stéfano, Puskás y Gento.
Además de este triunfo ganó 2 ligas, 1 copa de España y 1 copa Intercontinental. Jugó 28 partidos de Liga, en los que marcó 5 goles.
Tras contribuir a otros éxitos en el equipo blanco, pasó al Sevilla en 1962 donde sólo estuvo una temporada. Jugó 30 partidos de liga y marcó 5 goles.
Pero donde realmente triunfó fue en el Real Zaragoza, en el que integró la famosa delantera de “Los Cinco Magníficos”: Canario, Santos, Marcelino, Villa y Lapetra.
En esta etapa de su vida deportiva el Real Zaragoza conoció la época de mejores resultados deportivos: campeones de Copa de España (del Generalísimo, se llamaba entonces) en 1964 (contra el Atlético de Madrid, 2-1), y 1966 (frente al Athlétic de Bilbao, 2-0), campeones de una Copa de Ferias (1964), derrotando al Valencia por 2-1; subcampeones de Copa de España de 1965 y de Copa de Ferias de 1966, semifinalistas de una Recopa de Europa.
En sus 5 temporadas como jugador del Real Zaragoza jugó 117 partidos de Liga, en los que marcó 35 goles y obtuvo un tercer puesto en liga (1964-65), dos cuartos (1963-64 y 1965-66) y dos quintos (1966-67 y 1967-68).
Finalmente jugó en el Real Mallorca la temporada 1968-69, retirándose al terminar la misma. Fijó su residencia en Zaragoza, donde se dedicó a la hostelería.

## Selección nacional
En la Selección brasileña jugó siete partidos y marcó dos goles, pero el gran extremo Garrincha le cerró el paso a los Campeonatos Mundiales.

## Clubes
- 1952-1953:  Olaria A. C.
- 1953-1959:  América F. C.
- 1959-1962:  Real Madrid C. F.
- 1962-1963:  Sevilla F. C.
- 1963-1968:  Real Zaragoza
- 1968-1969:  R. C. D. Mallorca